# История почты и почтовых марок Анжуана
История почты и почтовых марок Ндзуани (также Анжуана) связана с государственной принадлежностью этого острова, расположенного в Индийском океане у юго-восточного побережья Африки по соседству с Мадагаскаром и входящего в группу островов Коморского архипелага. В конце XIX века и большую часть XX века остров принадлежал Франции. Всего для почтовых нужд Анжуана за время его колониальной зависимости от Франции было выпущено 19 почтовых марок.

## Французский протекторат

### Султанат Анжуан
Анжуан был захвачен Францией в 1886 году и получил статус султаната под французским протекторатом. В 1892 году здесь было открыто первое почтовое отделение, которое находилось в Муцамуду.
В 1892 году был выпущен французский омнибусный выпуск почтовых марок типа Мореплавание и торговля. Это были знаки почтовой оплаты французского колониального типа, включая марки, специально предназначенные для обращения на острове Анжуан. На марках имелись надписи: фр. «République française. Colonies» («Французская республика. Колонии»), «Postes» («Почта») и «SULTANAT / D’ANJOUAN» («Султанат Анжуан»). Данные марки имели хождение до 1908 года.

### Французский Мадагаскар
В 1908 году Анжуан был присоединён к французской колонии Мадагаскар. В 1911—1950 годах на острове употреблялись почтовые марки Мадагаскара. В 1912 году была эмитирована серия марок Султаната Анжуан с надпечатками нового номинала: «05» и «10». Однако эти марки находились в обращении во всех почтовых отделениях колонии Мадагаскар и на всех Коморских островах, наряду с марками других расформированных почтовых управлений французских колоний, и поэтому их принято относить к выпускам Мадагаскара.

## В составе Комор
В 1947 году Коморские острова, и в том числе Анжуан, получили статус заморской территории Франции. С 1950 года на Анжуане использовались почтовые марки французских Коморских островов, пока этот остров не вошёл в состав Федеральной Исламской Республики Коморские Острова, провозгласившей независимость 3 августа 1975 года. С 2002 года официальное название территории — автономный регион (автономный остров) Ндзуани (Анжуан) в Союзе Коморских Островов.